# Horace Gwynne
Horace Lefty Gwynne (5. oktober 1913 i Toronto – 16. april 2001) var en canadisk bokser som deltog i de olympiske lege 1932 i Los Angeles.
Gwynne blev olympisk mester i boksning under OL 1932 i Los Angeles. Han vandt guld i vægtklassen bantamvægt. I finalen besejrede han tyske Hans Ziglarski. Der var ti boksere fra ti lande som stillede op i disciplinen som blev afviklet fra den 9. til 13. august 1932.